# Dysaletria atriceps
Dysaletria atriceps is een vliegensoort uit de familie van de Hybotidae. De wetenschappelijke naam van de soort is voor het eerst geldig gepubliceerd in 1852 door Carl Henrik Boheman.